# Lolita (film fra 1962)
 For alternative betydninger, se Lolita (flertydig). (Se også artikler, som begynder med Lolita)
Lolita er en amerikansk-britisk film fra 1962 instrueret af Stanley Kubrick. Filmen er baseret på Vladimir Nabokovs roman af samme titel fra 1955.

## Medvirkende
- James Mason som Humbert "Hum" Humbert
- Shelley Winters som Charlotte Haze-Humbert
- Sue Lyon som Dolores "Lolita" Haze
- Peter Sellers som Clare Quilty / Dr. Zempf
- Gary Cockrell som Richard "Dick" Schiller
- Jerry Stovin som John Farlow, advokat iRamsdale
- Diana Decker som Jean Farlow
- Lois Maxwell som Nurse Mary Lore
- Cec Linder som Dr. Keegee
- Susanne Gibbs som Mona
- Bill Greene som George Swine, hotelvært i Bryceton
- Shirley Douglas som Mrs. Starch, klaverlærer i Ramsdale
- Marianne Stone som Vivian Darkbloom, Quiltys ledsagerske
- Marion Mathie som Miss Lebone
- James Dyrenforth som Frederick Beale, Sr.
- Maxine Holden som Miss Fromkiss, hospitals-receptionist
- John Harrison som Tom
- Colin Maitland as Charlie Sedgewick
- C. Denier Warren som Potts